# 大妻女子大學
大妻女子大學是一所位於日本東京的私立大學，校區位於東京都的心臟地帶並鄰近皇居。前身是1908年由大妻コタカ（Otsuma Kotaka）女士創立的裁縫手藝學校。

## 學部與學科
- 家政學部
  - 被服學科
  - 食品學科
  - 兒童學科
  - 生活設計學科
- 文學部
  - 日本文學科
  - 英文學科
  - 溝通文化學科
- 社會資訊學部
  - 社會資訊學科
- 人類關係學部
  - 人類關係學科
  - 人類福利學科
- 比較文化學部
  - 比較文化學科
- 短期大學部
  - 家政科
  - 國文科
  - 英文科

## 研究所
- 家政學研究科
- 文學研究科
- 社會資訊研究科
- 人類關係學研究科

## 外部連結
- （日語）大妻女子大學網站 （页面存档备份，存于）